# Amblyseius subpassiflorae
Amblyseius subpassiflorae är en spindeldjursart som beskrevs av Wu och Lan 1989. Amblyseius subpassiflorae ingår i släktet Amblyseius och familjen Phytoseiidae. Inga underarter finns listade i Catalogue of Life.